# Коламбия-Хайтс (Миннесота)
Коламбия-Хайтс (англ. Columbia Heights) — город в округе Анока, штат Миннесота, США. По данным переписи за 2010 год число жителей города составляло 19 496 человек. Коламбия-Хайтс — северный пригород Миннеаполиса.
Деревня Коламбия-Хайтс была выделена из тауншипа Фридли в 1898 году. В 1921 году она получила городскую хартию.

## Географическое положение
По данным Бюро переписи населения США город имеет общую площадь в 9,12 км² (8,83 км² — суша, 0,28 км² — вода). Основные дороги города — шоссе Миннесоты номер 47 и 65. Территория Коламбия-Хайтс полностью окружает город Хилтоп.

## Население
| Год переписи | Нас.  |  | %±     |
| ------------ | ----- |  | ------ |
| 1900         | 123   |  | —      |
| 1910         | 590   |  | 379,7% |
| 1920         | 2968  |  | 403,1% |
| 1930         | 5613  |  | 89,1%  |
| 1940         | 6035  |  | 7,5%   |
| 1950         | 8175  |  | 35,5%  |
| 1960         | 17533 |  | 114,5% |
| 1970         | 23997 |  | 36,9%  |
| 1980         | 20029 |  | −16,5% |
| 1990         | 18910 |  | −5,6%  |
| 2000         | 18520 |  | −2,1%  |
| 2010         | 19496 |  | 5,3%   |
| 2016         | 19723 |  | 1,2%   |

По данным переписи 2010 года население Коламбия-Хайтс составляло 19 496 человек (из них 48,5 % мужчин и 51,5 % женщин), в городе было 7926 домашних хозяйств и 4558 семей. На территории города было расположено 8584 постройки со средней плотностью 972 постройки на один квадратный километр суши. Расовый состав: белые — 69,7 %, афроамериканцы — 13,5 %, азиаты — 4,8 %.
Население города по возрастному диапазону по данным переписи 2010 года распределилось следующим образом: 22,9 % — жители младше 18 лет, 3,2 % — между 18 и 21 годами, 58,4 % — от 21 до 65 лет и 15,5 % — в возрасте 65 лет и старше. Средний возраст населения — 36,9 лет. На каждые 100 женщин в Коламбия-Хайтс приходилось 94,2 мужчин, при этом на 100 совершеннолетних женщин приходилось уже 92,6 мужчин сопоставимого возраста.
Из 7926 домашнего хозяйства 57,5 % представляли собой семьи: 38,5 % совместно проживающих супружеских пар (14,8 % с детьми младше 18 лет); 13,0 % — женщины, проживающие без мужей и 6,0 % — мужчины, проживающие без жён. 42,5 % не имели семьи. В среднем домашнее хозяйство ведут 2,44 человека, а средний размер семьи — 3,15 человека. В одиночестве проживали 34,5 % населения, 13,4 % составляли одинокие пожилые люди (старше 65 лет).

## Экономика
В 2016 году из 15 901 человека старше 16 лет имели работу 10 062. При этом мужчины имели медианный доход в 41 628 долларов США в год против 38 685 долларов среднегодового дохода у женщин. В 2014 году медианный доход на семью оценивался в 57 880 $, на домашнее хозяйство — в 48 791 $. Доход на душу населения — 24 733 $ в год.